# Jakob Prandtauer

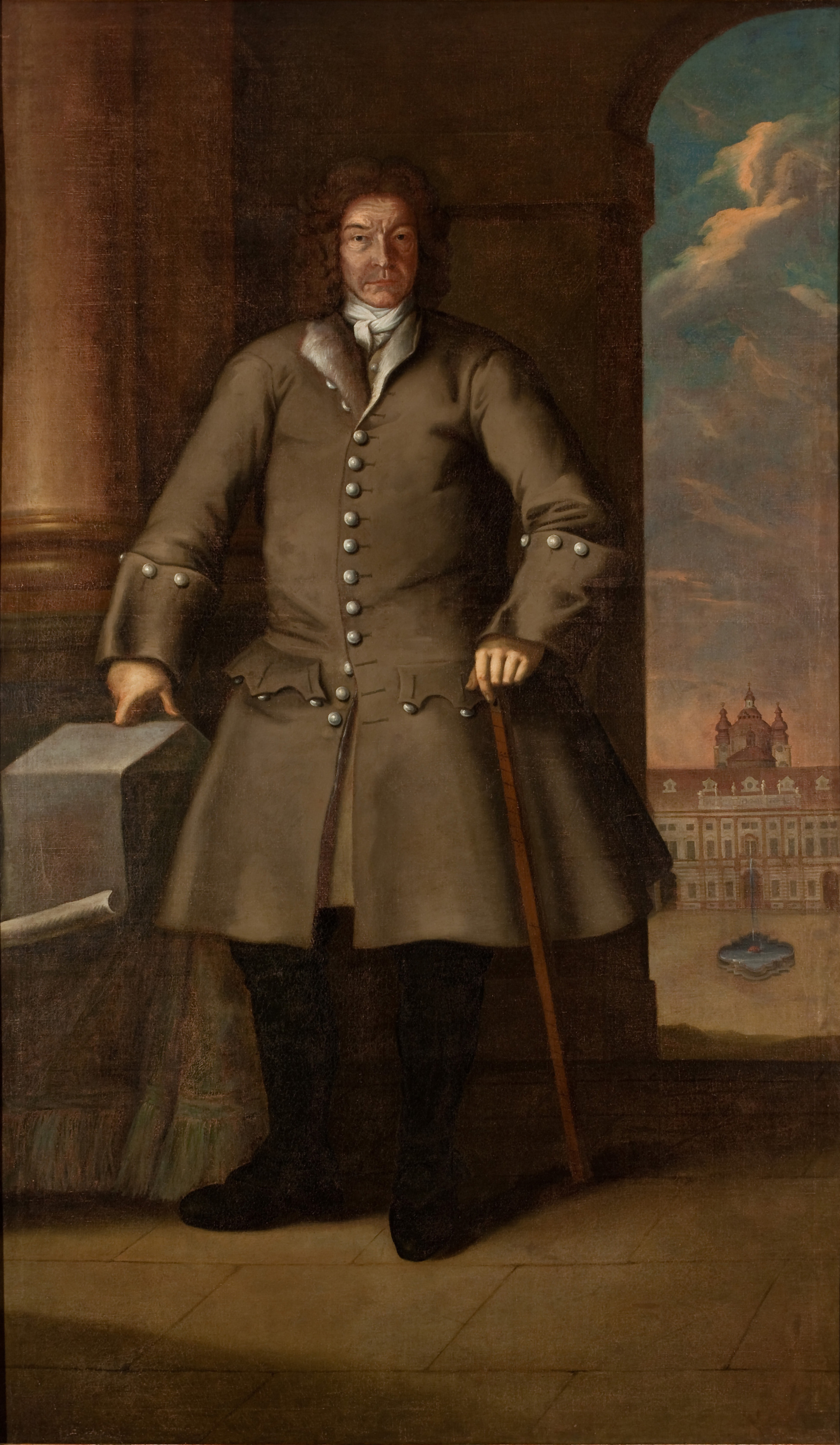
Portret van Jakob Prandtauer in de Abdij van Melk

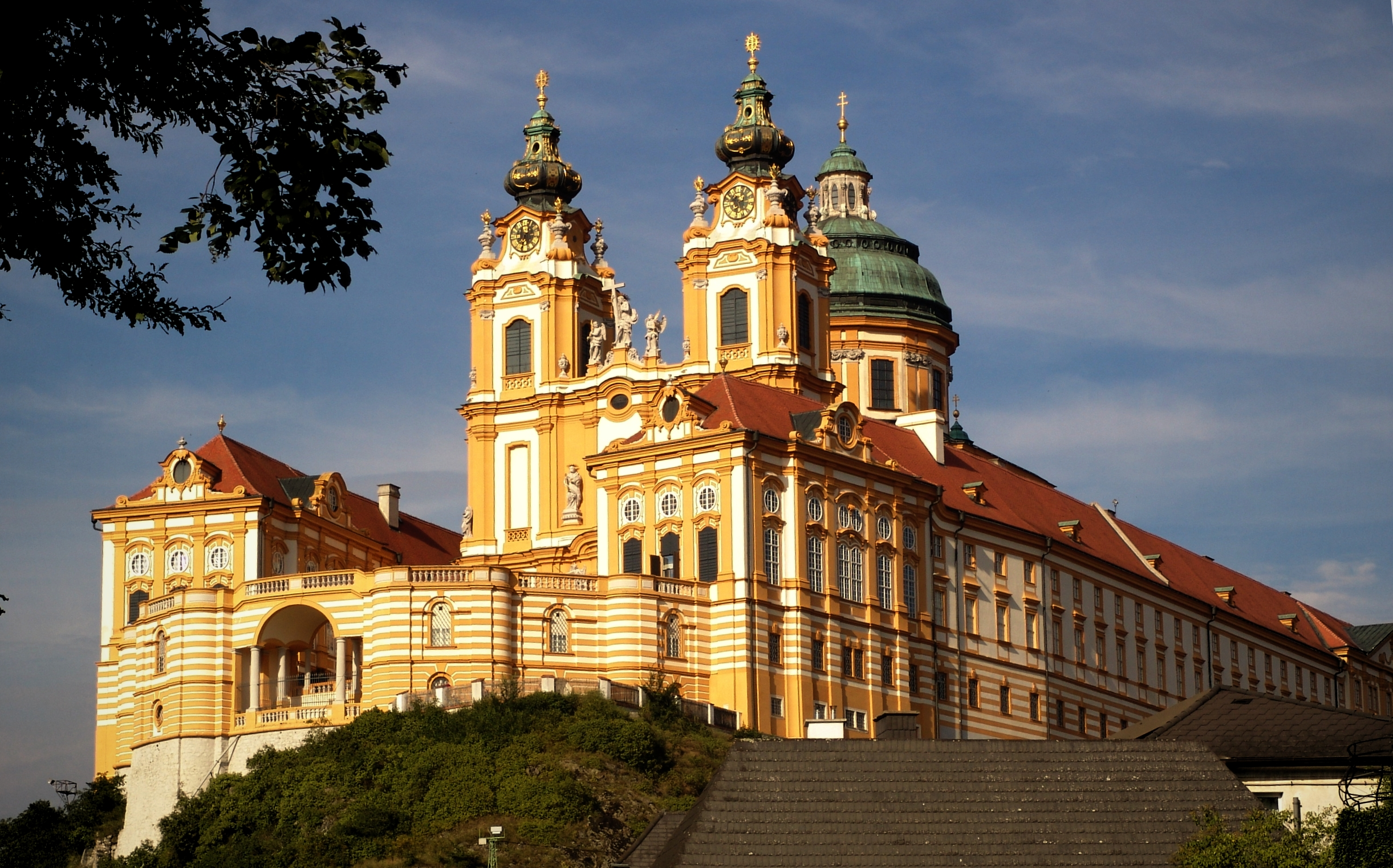
Abdij van Melk in Melk

Jakob Prandtauer (gedoopt in Stanz bei Landeck (Tirol) op 16 juli 1660, overleden in Sankt Pölten op 6 september 1726) was een Oostenrijkse architect uit de Barok.
Hij ontwierp onder andere de Abdij van Melk, maar ook de pelgrimskerk in Sonntagberg (1706-1728) en het klooster in Garsten in Steyr-Land (1703-1708).